# ゴールデン☆ベスト 玉置浩二 アーリー・タイムズ・プラス
『ゴールデン☆ベスト 玉置浩二 アーリー・タイムズ・プラス』（ゴールデン・ベスト たまきこうじ アーリー・タイムズ・プラス）は、日本のシンガーソングライターである玉置浩二の6作目のベスト・アルバム。
2003年11月26日にユニバーサルミュージックからリリースされており、ベスト・アルバムとしては『Best Harvest』（2003年）からおよそ半年振りのリリースとなった。キティレコード在籍時にリリースされたシングルをカップリング曲を含めすべて収録したベスト・アルバム『EARLY TIMES〜KOJI TAMAKI IN KITTY RECORDS』（1997年）に加え、同レーベルからリリースされた2枚のオリジナル・アルバムから各1曲ずつと、ソニー・ミュージックレコーズ移籍後の最大のヒット曲「田園」（1996年）の計3曲を追加した内容となっている。東芝EMIおよびソニー・ミュージックハウス、フォーライフミュージックエンタテイメントによる3社合同企画である『ゴールデン☆ベスト』シリーズとして再リリースされており、タイトルは『EARLY TIMES〜KOJI TAMAKI IN KITTY RECORDS』に3曲追加されたために『アーリー・タイムズ・プラス』となっている。

## 収録曲
| #         | タイトル           | 作詞             | 作曲             | 編曲                                                 | 時間  |
| --------- | ------------------ | ---------------- | ---------------- | ---------------------------------------------------- | ----- |
| 1.        | 「田園」           | 玉置浩二、須藤晃 | 玉置浩二         | 玉置浩二、藤井丈司                                   | 3:39  |
| 2.        | 「All I Do」       | 松井五郎         | 玉置浩二         | クリス・キャメロン                                   | 3:13  |
| 3.        | 「Only You」       | 松井五郎         | 玉置浩二         | ランディ・カーバー／ホーン・アレンジ: ジェリー・ヘイ | 3:30  |
| 4.        | 「She Don't Care」 | 松井五郎         | 玉置浩二         | クリス・キャメロン                                   | 3:23  |
| 5.        | 「キ・ツ・イ」     | 松井“お月様”五郎 | 玉置“流れ星”浩二 |                                                      | 3:20  |
| 6.        | 「"Hen"」          | 松井“お月様”五郎 | 玉置“流れ星”浩二 |                                                      | 2:50  |
| 7.        | 「氷点」           | 並河祥太         | 玉置浩二         | 星勝                                                 | 2:45  |
| 8.        | 「Will...」        | 並河祥太         | 玉置浩二         | 星勝                                                 | 3:07  |
| 9.        | 「I'm Dandy」      | 松井“お月様”五郎 | 玉置“流れ星”浩二 |                                                      | 3:57  |
| 10.       | 「Sendenfor」      | 松井“お月様”五郎 | 玉置“流れ星”浩二 |                                                      | 2:25  |
| 11.       | 「行かないで」     | 松井五郎         | 玉置浩二         | 星勝                                                 | 6:22  |
| 12.       | 「スケジュール」   | 松井五郎         | 玉置浩二         | 星勝                                                 | 3:16  |
| 13.       | 「僕は泣いてる」   | 須藤晃           | 玉置浩二         | 玉置浩二、星勝                                       | 3:23  |
| 14.       | 「大切な時間」     | 玉置浩二         | 玉置浩二         | 玉置浩二、星勝                                       | 2:25  |
| 15.       | 「コール」         | 須藤晃           | 玉置浩二         | 玉置浩二、星勝                                       | 5:37  |
| 合計時間: | 合計時間:          | 合計時間:        | 合計時間:        | 合計時間:                                            | 53:12 |

## リリース日一覧
| No. | リリース日     | レーベル                 | 規格 | カタログ番号 | 備考 | 出典        |
| --- | -------------- | ------------------------ | ---- | ------------ | ---- | ----------- |
| 1   | 2003年11月26日 | ユニバーサルミュージック | CD   | UICZ-6027    |      | [ 1 ] [ 2 ] |